# Fatty and Minnie He-Haw
Fatty and Minnie He-Haw es un cortometraje, de cine mudo, de género cómico estadounidense de 1914, dirigido y protagonizada por Roscoe Arbuckle.

## Reparto
- Roscoe 'Fatty' Arbuckle como Fatty
- Minnie Devereaux como Minnie He-Haw
- Edward Dillon como Eddie Dillon
- Minta Durfee como Minta
- Frank Hayes como el anciano del salón
- Harry McCoy como Barfly
- Slim Summerville como empleado del ferrocarril
- Josef Swickard como el padre de Minta